# Senior Bowl
Senior Bowl es una competición de bridge (juego), hoy llamada d'Orsi Trophy, simultánea a la Venice Cup, a la Bermuda Bowl y a la Wuhan Cup. Se inició en 2001. En 2005, todos los participantes de cada equipo tenían al menos 55 años de edad. La Federación Internacional de Bridge o WBF ha decidido que cada año ese mínimo aumentaría anualmente, hasta llegar al 2009, cuando la edad mínima será de 60 años.

## Lista de Ganadores
| Año  | Equipo     | Miembros                                                                          |
| ---- | ---------- | --------------------------------------------------------------------------------- |
| 2001 | EE. UU. II | Grant Baze, Gene Freed, Garey Hayden, Joe Kivel, Chris Larsen, John Onstott       |
| 2003 | EE. UU. I  | Roger Bates, Grant Baze, Garey Hayden, Gaylor Kasle, Steve Robinson, Kit Woolsey  |
| 2005 | EE. UU. I  | Roger Bates, Garey Hayden, Rose Meltzer, Alan Sontag, Lew Stansby, Peter Weichsel |
| 2007 | EE. UU. II | Roger Bates, Grant Baze, Bart Bramley, Rose Meltzer, Alan Sontag, Lew Stansby     |